# Giacomo Gesino
Giacomo Gesino (ur. 27 stycznia 1918 w Bavari, ob. części Genui, zm. 18 lutego 2003 w Genui) – włoski zapaśnik walczący w stylu klasycznym. Olimpijczyk z Londynu 1948, gdzie zajął dziewiąte miejsce w kategorii do 67 kg.

## Letnie Igrzyska Olimpijskie 1948
| Konkurencja          | Rundy eliminacyjne    | Rundy eliminacyjne   | Rundy eliminacyjne     | Klas. końcowa |
| Konkurencja          | Przeciwnik I          | Przeciwnik II        | Przeciwnik III         | Miejsce       |
| -------------------- | --------------------- | -------------------- | ---------------------- | ------------- |
| 67 kg styl klasyczny | Frans Rombaut (BEL) Z | Aage Eriksen (NOR) P | Károly Ferencz (HUN) P | 9.            |